# Grégoire Ahongbonon
Grégoire Ahongbonon est un philanthrope béninois. 
Il a fondé l'Association Saint Camille de Lellis en 1991 afin de soigner et de redonner leur dignité aux personnes souffrant de maladies psychiatriques en Afrique de l'Ouest. Il s'agit du plus vaste réseau non gouvernemental de soins psychiatriques en Afrique. Il déclare : « Tant qu'il y a un homme enchaîné, c'est l'humanité qui est enchaînée ».
Il est considéré comme le Franco Basaglia de l’Afrique.

## Biographie
Né au Bénin en 1953, Grégoire Ahongbonon a immigré en 1971 en Côte d'Ivoire, où il est réparateur de pneus et chef d'une entreprise de taxis pendant quelques années. Quand son entreprise fait faillite, il sombre dans une dépression et envisage de se suicider.
Au sortir de cette épreuve, il est frappé par le sort et la manière dont sont traités les malades psychiatriques, errants dans les rues ou enchaînés à des arbres dans les villes et villages d'Afrique de l'Ouest. Il va progressivement à la rencontre de ces « oubliés des oubliés » comme il aime à les nommer,.
En près de 30 ans, une vingtaine de centres de la Saint-Camille (Côte d'Ivoire, Bénin, Togo) a remis sur pied plus de 100 000 hommes et femmes, et cela sans aucune aide financière gouvernementale. En effet, en Afrique de l'Ouest, ces personnes sont encore souvent considérées comme possédées du démon ou ensorcelées. L'entourage se tient à distance devant des comportements inexpliqués, abandonnant ou marginalisant ceux qui ont en fait besoin de soins,,.
Il est considéré comme le Franco Basaglia de l’Afrique.

## Reconnaissance internationale
Inventeur d'une offre de soins singulière et adaptée à la réalité du continent, Grégoire Ahongbonon, et l'Association Saint Camille de Lellis, ont reçu les prix suivants :
- 1998 : Premier Prix "Franco Basaglia" de l'OMS pour la lutte contre l'exclusion sociale : Meilleure expérience ;
- 2003 : Prix Hublot de la Fondation MDM (Main dans la Main)[11] ;
- 2005 : Mention Spéciale au Prix de Genève pour les droits de l'homme en psychiatrie[12] ;
- 2006 : Médaille d'Or du Prix international Marcello Candia (it), de la Faculté de médecine et de chirurgie de l'Université Frédéric-II de Naples[13] ;
- 2008 : Prix international Sant'Antonio - Prix du Témoignage[14] ;
- 2012 : Décoration de chevalier dans l'ordre du Mérite ivoirien décernée le 3 avril 2012[15] ;
- 2010 : Prix Van Thuân - Solidarité et Développement, de la fondation San Matteo en lien avec le Conseil Pontifical Justice et paix[16] ;
- 2015 : Nommé Daily Trust African of the Year[17] ;
- 2015 : Citoyen d'honneur de la commune de Zocca (Italie)[18] ;
- 2020 : Dr. Guislain Award (nl), attribué par I'Institut Guislain (Frères de la Charité) et Johnson & Johnson - Dr Janssen[19] ;
- 2021 : Elu Ashoka Fellow par l'association du même nom promouvant l'entrepreneuriat social[20] ;
- 2021 : Humanitaire (i.e. finaliste) du prix Aurora pour l'éveil de l'humanité[21] ;
- 2021 : Prix de Genève pour les droits de l'homme en psychiatrie[22] ;
- 2022 : Prix Chester M. Pierce pour les Droits Humains en psychiatrie, de l'American Psychiatric Association[23].
- 2024 : 
  - Docteur honoris causa de l’université Sœur-Ursule-Benincasa de Naples (Italie) en planification, administration et gestion des politiques et des services sociaux[10].
  - Docteur honoris causa d'UniSul de Tubarão (Brésil)[24].

## Publications
Plusieurs ouvrages ont été publiés au sujet de l'œuvre et de la vie de Grégoire Ahongbonon : 
- I pazzi di Grégoire, écrit par Valérius Pétrarque, aux éditions Sellerio (2008)[25] ;
- Grégoire, Ou un autre regard sur les fragilisés de la vie, écrit par Marie-Christine Brocherieux, aux éditions Nouvelle Cité (2010)[26] ;
- Grégoire, Quando la fede spezza le catene, écrit par Rodolfo Casadei, aux éditions EMI (2018)[27] ;
- Grégoire, Cuando la fe rompe las cadenas, écrit par Rodolfo Casadei, aux éditions Encuentro (2019)[28];
- Ils vivent enchaînés : une vie à sauver les ensorcelés, les derniers oubliés d'Afrique, écrit par Grégoire Ahongbonon, aux éditions Artège (2021)[29] ;
- They are living in chains, My Quest to Liberate Africa’s "Untouchables", écrit par Grégoire Ahongbonon, aux éditions Sophia Institute Press (2022)[30] ;
- Le Regard qui libère, l'œuvre exceptionnelle de Grégoire Ahongbonon, écrit par Dr Benoît Des Roches, aux éditions Salvator (2022)[31].